# برنجي (نغار بردسير)
برنجي (بالإنجليزية: Berenji)‏ هي مستوطنة تقع في إيران في البلدة المركزية.